# Graphania passa
Graphania passa là một loài bướm đêm trong họ Noctuidae.